# Die Leiden des jungen Werthers
Die Leiden des jungen Werthers (Het lijden van de jonge Werther; gezien het Duitse meervoud eigenlijk 'De kwellingen') is een briefroman van Goethe.
Het boek, uitgegeven in 1774, was Goethes eerste roman. Het maakte hem meteen tot een van de meest gevierde schrijvers van Duitsland. Geen enkel ander boek van Goethe werd zo graag door zijn tijdgenoten gelezen, en zijn levenslange roem en rijkdom was ermee verzekerd.
Het is een typisch product van de Sturm und Drang-periode. De protagonist, Werther, laat zich in zijn handelen volledig door zijn gevoelens leiden, en dit leidt onder meer tot de tragische afloop van het verhaal.
Het boek bracht een golf van zelfmoorden teweeg.
In 1787 verscheen een door Goethe herschreven versie.

## Verhaal

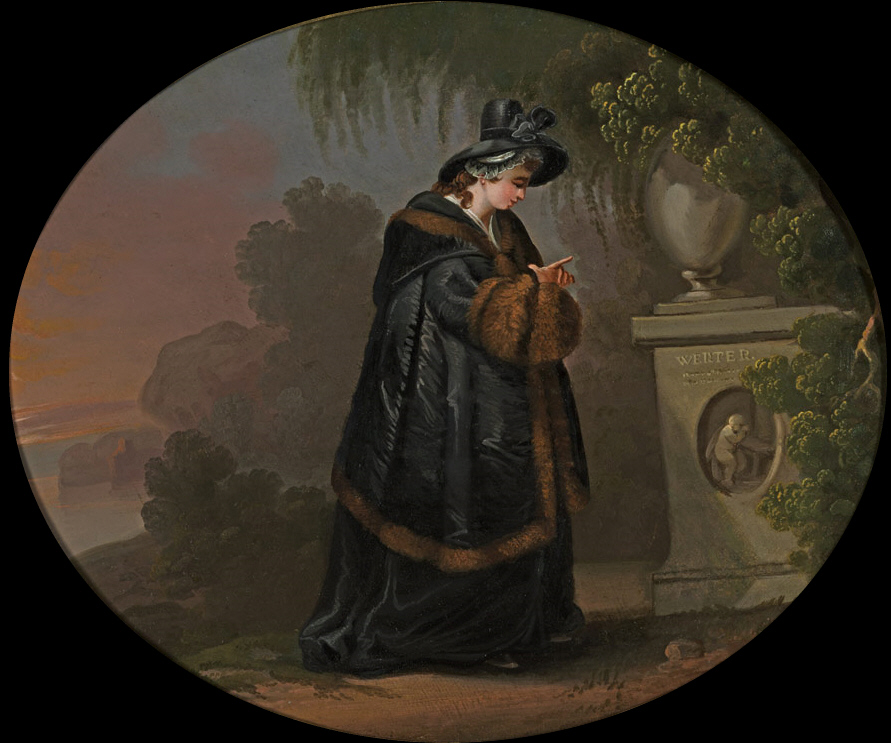
Charlotte bij Werthers graf

Het grootste deel van het verhaal wordt verteld aan de hand van brieven die Werther schrijft aan zijn vriend Wilhelm.
In deze brieven geeft Werther een intieme weergave van zijn verblijf in de stad Wahlheim (gebaseerd op de stad Garbenheim). Werther ontmoet daar Lotte en is op slag verliefd. Lotte zorgt voor haar broertjes en zusjes sinds de dood van haar moeder. Zij is verloofd met Albert, die 11 jaar ouder is.
Ondanks het verdriet dat deze verloving bij Werther veroorzaakt, wordt hij goede vrienden met Lotte en Albert. Zijn pijn wordt op een gegeven moment echter zo groot dat hij Wahlheim verlaat en naar Weimar vertrekt. Wanneer hij terugkeert naar Wahlheim wordt zijn lijden nog groter, vooral vanwege het huwelijk tussen Lotte en Albert. Iedere dag wordt een marteling in de wetenschap dat Lotte zijn liefde nooit kan beantwoorden. Uit medelijden met haar vriend en uit respect voor haar man zegt Lotte tegen Werther dat hij haar niet meer zo vaak op moet zoeken: hij kan op kerstavond (vier dagen later) weer komen, niet eerder. Hij bezoekt haar toch eerder, maar voor één laatste keer. Beiden worden erg emotioneel als  Werther een stuk uit Ossian citeert.
Werther beseft dat een van hen (Werther, Lotte of Albert) moet sterven om verder verdriet te voorkomen. Hij is niet in staat om iemand anders pijn te doen, laat staan serieus aan moord te denken, dus ziet hij maar één mogelijkheid: zelfmoord. Nadat hij een afscheidsbrief heeft geschreven, die gevonden moet worden na zijn zelfdoding, schrijft hij een brief aan Albert met de vraag of hij twee pistolen kan lenen, onder het voorwendsel dat hij een reis gaat maken. Lotte leest de brief met grote emotie en stuurt de pistolen. Werther schiet zichzelf door het hoofd maar sterft pas 12 uur later. Hij wordt begraven onder een boom die regelmatig wordt genoemd in zijn brieven. Hij krijgt geen christelijke begrafenis omdat hij suïcide heeft gepleegd en Albert en Lotte wonen zijn begrafenis ook niet bij.
In de herziene versie van 1787 is onder meer toegevoegd dat Werther een knecht van een weduwe ontmoet, die verliefd is op zijn patrones. Nadat zij hem vervangen heeft door een andere knecht, vermoordt de eerste knecht zijn opvolger. Tevergeefs probeert Werther de dader bij de baljuw vrij te pleiten.

## Inspiratie uit Goethes eigen leven
Goethe heeft zich bij het schrijven van dit boek laten inspireren door gebeurtenissen in zijn eigen leven. Na zijn rechtenstudie, die hij in de lente van 1772 afmaakte, ging hij werken bij het Rijkskamergerecht van het Heilig Roomse Rijk. Daar werd hij bevriend met Karl Wilhelm Jerusalem. Op 9 juni 1772 ging hij samen met zijn vriend naar een bal. Daar ontmoette hij de 19-jarige Charlotte Buff en haar verloofde Johann Christian Kestner. Er wordt gezegd dat Goethe op slag verliefd werd op Charlotte. Goethe heeft Charlotte meerdere keren zijn liefde verklaard, maar hij werd steeds afgewezen. Op 11 september vertrok Goethe zonder vaarwel te zeggen. Charlotte is uiteindelijk getrouwd met Kestner en kreeg een zoon.
Er zijn andere gelijkenissen tussen wat Goethe meemaakte en het boek. Zo was Charlotte Buff net als Lotte in het boek een dochter van een weduwnaar en had ze veel broers en zussen. Goethe vond het net als Werther moeilijk om werk af te maken en beiden zijn op 28 augustus jarig. Niet alleen het leven van Goethe vertoont veel gelijkenissen met het leven van Werther, ook zijn er veel overeenkomsten met het leven van Goethes vriend Jerusalem. Jerusalem pleegde zelfmoord vanwege zijn verliefdheid op de vrouw van een andere man. En ook Jerusalem pleegde zelfmoord met geleende pistolen en net als Werther liet hij een kopie van Gotthold Ephraim Lessings Emilia Galotti achter in de kamer waar hij stierf.

## Effecten van het boek op Goethe

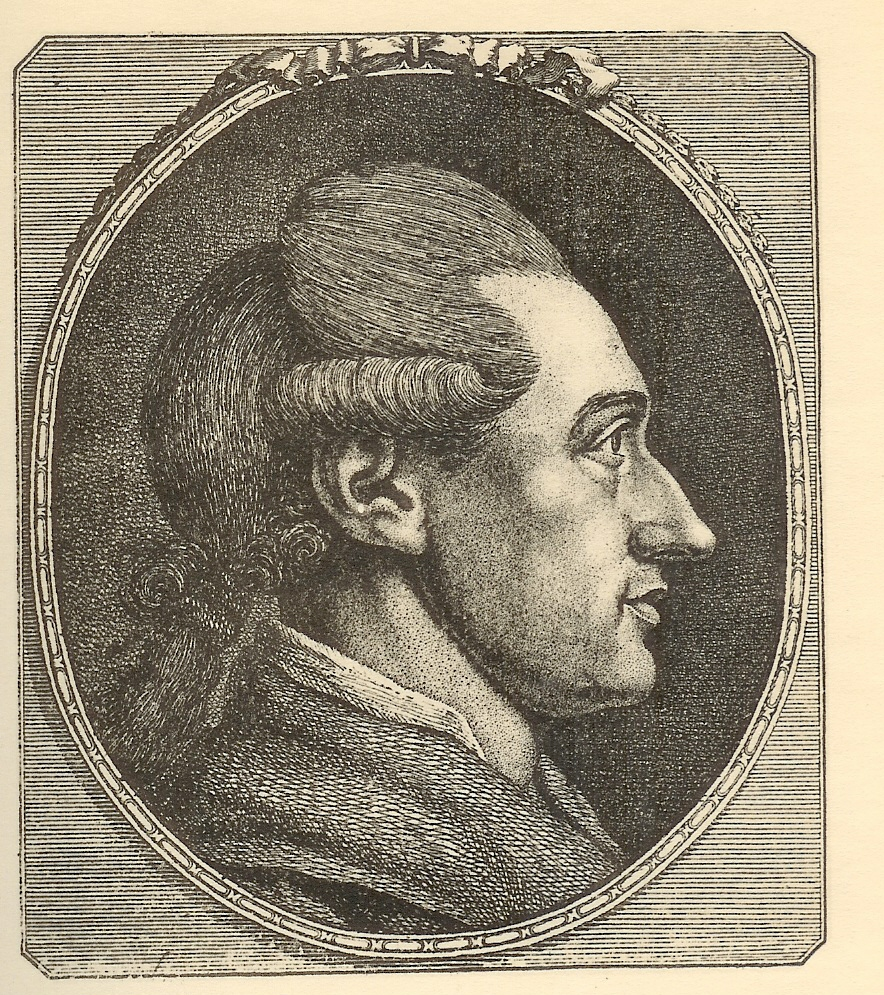
Profielportret van Goethe

Goethe heeft later afstand genomen van het boek. Hij was erg ontdaan door de zelfmoorden naar aanleiding van zijn roman. Hij had spijt van zijn roem en van het feit dat dit boek populairder was dan zijn andere werken. Ook had hij spijt van het publiek maken van zijn liefde voor Charlotte Buff.
Goethe was 24 toen hij het boek schreef. Hij maakte toen nog deel uit van Sturm und Drang-beweging. Later voegde Goethe zich bij de Weimarer Klassik-beweging. Veel mensen die Goethe op latere leeftijd bezochten, hadden alleen "Die Leiden des jungen Werthers" gelezen en wisten weinig van Goethes andere werk. Hij nam zelfs afstand van de Romantiek, de stroming waar Goethe het meest mee geassocieerd werd, en noemde deze in een brief aan zijn secretaris Eckermann (1829) "ziek" (Duits: "...die Klassik ist das Gesunde, die Romantik das Kranke").
Goethe beschreef zijn ongenoegen over het boek later door te zeggen dat wanneer Werther een broer was die hij had vermoord, zijn geest hem minder zou lastigvallen dan de Werther in het boek. Goethe was zich bewust van de impact die het boek had op de jonge (teleurgestelde) geliefden die het boek lazen. In 1821 zei Goethe: "Het zou slecht zijn wanneer niet iedereen op een bepaald moment in zijn leven zou denken dat het boek alleen (exclusief) voor hem was geschreven".

## Verbod
Op verzoek van de theologische faculteit stelde de stadsraad van Leipzig in januari 1775 een verspreidingsverbod in op het boek. Dit verbod, wegens 'aanzetten tot zelfmoord', gold ook voor de zogenaamde Wertherdracht en bleef bestaan tot 1825. Ook in andere Duitse steden, in Italië en in Denemarken had het Wertherboek te lijden onder censuur.

## Culturele invloed
Het boek maakte van Goethe op slag een gevierd auteur, terwijl hij daarvoor een onbekend persoon was. Napoleon Bonaparte noemde het boek een van de grootste literaire werken. Het bracht teweeg wat later bekend werd als de "Werther-Fieber", de Wertherkoorts. Niet alleen gingen jonge mannen door heel Europa zich gedragen en kleden als Werther, ook nam het aantal zelfmoorden sterk toe. In het Duits bestaat het begrip "Werther-Effekt", als benaming voor een golf van suïcides naar aanleiding van een opzienbarende en veel besproken zelfmoord. 
Friedrich Nicolai vond dat het boek een te zwaar einde had en schreef zijn eigen versie, "Die Freuden des jungen Werthers" genaamd, waarin Albert beseft dat Werther zelfmoord wil plegen en kippenbloed in de pistolen stopt. Hierna staat hij Lotte af aan Werther, die zich na enige moeilijkheden volwassener gaat gedragen en een gewaardeerd lid van de maatschappij wordt.
Goethe keurde deze versie af en begon een literaire strijd met Friedrich, die de rest van zijn leven zou duren, door een gedicht te schrijven met de naam "Nicolai auf Werthers Grabe". In het gedicht ontlast Nicolai zich op het graf van Werther.
François Haverschmidt, beter bekend onder het pseudoniem Piet Paaltjens, schreef een aantal gedichten en de bundel Snikken en Grimlachjes als reactie op de vele zelfmoorden die dit boek veroorzaakte. Hij moest niets hebben van deze Weltschmerzbeweging en schreef er parodiërende gedichten over. Haverschmidt beging in 1874 echter zelf ook zelfmoord.

## Alternatieve versies en verschijningen van het verhaal
- In 1939 heeft Thomas Mann Lotte in Weimar geschreven naar aanleiding van dit boek.
- In 1972 verscheen het toneelstuk Die neuen Leiden des jungen W. van Ulrich Plenzdorf.
- In het door Mary Shelley geschreven Frankenstein vindt het monster van Frankenstein het boek en ziet zijn leven als gelijk aan dat van Werther, ook hij is afgewezen door zijn geliefden.
- Het verhaal vormde de basis voor de opera Werther van Jules Massenet in 1892.